# Vadis Odjidja-Ofoe
Vadis Odjidja-Ofoe (Gand, 2 febbraio 1989) è un ex calciatore belga, di ruolo centrocampista.

## Carriera

### Club
Il 12 luglio 2023 si accasa da svincolato tra le file dell'Hajduk Spalato firmando un contratto valido fino all'estate del 2024 con opzione di rinnovo ad un altro anno.

## Statistiche

### Presenze e reti nei club
Statistiche aggiornate al 6 novembre 2022.
| Stagione            | Squadra             | Campionato          | Campionato | Campionato | Coppa nazionale | Coppa nazionale | Coppa nazionale | Coppe continentali | Coppe continentali | Coppe continentali | Altre coppe | Altre coppe | Altre coppe | Totale | Totale |
| Stagione            | Squadra             | Comp                | Pres       | Reti       | Comp            | Pres            | Reti            | Comp               | Pres               | Reti               | Comp        | Pres        | Reti        | Pres   | Reti   |
| ------------------- | ------------------- | ------------------- | ---------- | ---------- | --------------- | --------------- | --------------- | ------------------ | ------------------ | ------------------ | ----------- | ----------- | ----------- | ------ | ------ |
| 2006-2007           | Anderlecht          | D1                  | 0          | 0          | CB              | 0               | 0               | UCL                | 0                  | 0                  | SB          | 1           | 0           | 1      | 0      |
| 2007-gen. 2008      | Anderlecht          | D1                  | 3          | 1          | CB              | 1               | 0               | UCL+CU             | 0                  | 0                  | SB          | 0           | 0           | 4      | 1      |
| Totale Anderlecht   | Totale Anderlecht   | Totale Anderlecht   | 3          | 1          |                 | 1               | 0               |                    | 0                  | 0                  |             | 1           | 0           | 5      | 1      |
| gen.-giu. 2008      | Amburgo             | BL                  | 2          | 0          | CG              | 0               | 0               | CU                 | 1                  | 0                  | -           | -           | -           | 3      | 0      |
| gen.-giu. 2008      | Amburgo II          | RL                  | 8          | 0          | -               | -               | -               | -                  | -                  | -                  | -           | -           | -           | 8      | 0      |
| 2008-gen. 2009      | Amburgo II          | RL                  | 4          | 0          | -               | -               | -               | -                  | -                  | -                  | -           | -           | -           | 4      | 0      |
| Totale Amburgo II   | Totale Amburgo II   | Totale Amburgo II   | 12         | 0          |                 | -               | -               |                    | -                  | -                  |             | -           | -           | 12     | 0      |
| gen.-giu. 2009      | Club Bruges         | D1                  | 16         | 0          | CB              | -               | -               | CU                 | -                  | -                  | -           | -           | -           | 16     | 0      |
| 2009-2010           | Club Bruges         | D1                  | 27+8       | 4          | CB              | 3               | 0               | UEL                | 12                 | 1                  | -           | -           | -           | 50     | 5      |
| 2010-2011           | Club Bruges         | D1                  | 27+10      | 5+1        | CB              | 2               | 0               | UEL                | 7                  | 0                  | -           | -           | -           | 46     | 6      |
| 2011-2012           | Club Bruges         | D1                  | 20+9       | 4          | CB              | 2               | 0               | UEL                | 10                 | 1                  | -           | -           | -           | 41     | 5      |
| 2012-2013           | Club Bruges         | D1                  | 25+6       | 2+3        | CB              | 2               | 1               | UCL+UEL            | 2+7                | 1+0                | -           | -           | -           | 42     | 7      |
| 2013-2014           | Club Bruges         | D1                  | 24+6       | 3          | CB              | 2               | 0               | UEL                | 0                  | 0                  | -           | -           | -           | 32     | 3      |
| ago. 2014           | Club Bruges         | D1                  | 3          | 0          | CB              | 0               | 0               | UEL                | 1                  | 0                  | -           | -           | -           | 4      | 0      |
| Totale Club Bruges  | Totale Club Bruges  | Totale Club Bruges  | 142+39     | 18+4       |                 | 11              | 1               |                    | 39                 | 3                  |             | -           | -           | 231    | 26     |
| ago. 2014-2015      | Norwich City        | FLC                 | 5          | 0          | FACup+CdL       | 0+1             | 0               | -                  | -                  | -                  | -           | -           | -           | 6      | 0      |
| set.-ott. 2015      | Rotherham Utd       | FLC                 | 4          | 1          | FACup+CdL       | 0               | 0               | -                  | -                  | -                  | -           | -           | -           | 4      | 1      |
| ott. 2015-2016      | Norwich City        | PL                  | 10         | 0          | FACup+CdL       | 1+2             | 0               | -                  | -                  | -                  | -           | -           | -           | 13     | 0      |
| Totale Norwich City | Totale Norwich City | Totale Norwich City | 15         | 0          |                 | 4               | 0               |                    | -                  | -                  |             | -           | -           | 19     | 0      |
| 2016-2017           | Legia Varsavia      | EK                  | 31         | 4          | CP              | 1               | 0               | UCL+UEL            | 8+2                | 1+0                | SP          | -           | -           | 42     | 5      |
| 2017-2018           | Olympiacos          | SL                  | 18         | 2          | CG              | 1               | 0               | UCL                | 10                 | 2                  | -           | -           | -           | 29     | 4      |
| 2018-2019           | Gent                | D1                  | 21+7       | 4          | CB              | 5               | 0               | UEL                | 4                  | 0                  | -           | -           | -           | 37     | 4      |
| 2019-2020           | Gent                | D1                  | 26         | 3          | CB              | 2               | 0               | UEL                | 14                 | 0                  | -           | -           | -           | 42     | 3      |
| 2020-2021           | Gent                | D1                  | 19+6       | 1+1        | CB              | 2               | 1               | UCL+UEL            | 2+4                | 0+1                | -           | -           | -           | 33     | 4      |
| 2021-2022           | Gent                | D1                  | 24+5       | 1+1        | CB              | 6               | 2               | UECL               | 13                 | 2                  | -           | -           | -           | 48     | 6      |
| 2022-2023           | Gent                | D1                  | 29         | 1          | CB              | 3               | 0               | UEL+UECL           | 2+10               | 0+2                | -           | -           | -           | 44     | 3      |
| Totale Gent         | Totale Gent         | Totale Gent         | 119+18     | 10+2       |                 | 18              | 3               |                    | 49                 | 5                  |             | -           | -           | 204    | 20     |
| 2023-2024           | Hajduk Spalato      | HNL                 | 25         | 0          | CC              | 1               | 0               | UECL               | 2                  | 0                  | SC          | 1           | 0           | 29     | 0      |
| Totale carriera     | Totale carriera     | Totale carriera     | 428        | 42         |                 | 37              | 4               |                    | 111                | 11                 |             | 2           | 0           | 578    | 57     |

### Cronologia presenze e reti in nazionale
| Cronologia completa delle presenze e delle reti in nazionale ― Belgio | Cronologia completa delle presenze e delle reti in nazionale ― Belgio | Cronologia completa delle presenze e delle reti in nazionale ― Belgio | Cronologia completa delle presenze e delle reti in nazionale ― Belgio | Cronologia completa delle presenze e delle reti in nazionale ― Belgio | Cronologia completa delle presenze e delle reti in nazionale ― Belgio | Cronologia completa delle presenze e delle reti in nazionale ― Belgio | Cronologia completa delle presenze e delle reti in nazionale ― Belgio |
| Data                                                                  | Città                                                                 | In casa                                                               | Risultato                                                             | Ospiti                                                                | Competizione                                                          | Reti                                                                  | Note                                                                  |
| --------------------------------------------------------------------- | --------------------------------------------------------------------- | --------------------------------------------------------------------- | --------------------------------------------------------------------- | --------------------------------------------------------------------- | --------------------------------------------------------------------- | --------------------------------------------------------------------- | --------------------------------------------------------------------- |
| 17-11-2010                                                            | Voronež                                                               | Russia                                                                | 0 – 2                                                                 | Belgio                                                                | Amichevole                                                            | -                                                                     | 89’                                                                   |
| 29-3-2011                                                             | Bruxelles                                                             | Belgio                                                                | 4 – 1                                                                 | Azerbaigian                                                           | Qual. Euro 2012                                                       | -                                                                     | 90+1’                                                                 |
| 7-10-2011                                                             | Bruxelles                                                             | Belgio                                                                | 4 – 1                                                                 | Kazakistan                                                            | Qual. Euro 2012                                                       | -                                                                     | 63’                                                                   |
| Totale                                                                |                                                                       | Presenze                                                              | 3                                                                     |                                                                       | Reti                                                                  | 0                                                                     |                                                                       |

## Palmarès

### Club

#### Competizioni nazionali
- Supercoppa del Belgio: 1

Anderlecht: 2007
- Coppa del Belgio: 2

Anderlecht: 2007-2008
Gent: 2021-2022
- Campionato polacco: 1

Legia Varsavia: 2016-2017